# Europäische Formel-3-Meisterschaft 2013
Die europäische Formel-3-Meisterschaft 2013 war die zwölfte Saison der europäischen Formel-3-Meisterschaft und die zweite seit der Wiederaufnahme der Serie 2012. Sie begann am 24. März in Monza und endete am 20. Oktober in Hockenheim. Es wurden zehn Veranstaltungen mit je drei Rennen ausgetragen.
Nachdem die europäische Formel-3-Meisterschaft 2012 aus Rennen, die zur Formel-3-Euroserie oder britischen Formel-3-Meisterschaft zählten, bestand, sind die Veranstaltungen in dieser Saison alle eigenständige Rennwochenenden.

## Teams und Fahrer
Alle Teams und Fahrer verwenden Reifen von Hankook Tire.
| Team                        | Auto # | Fahrer              | Chassis      | Motor            | Rennwochenende | Quelle |
| --------------------------- | ------ | ------------------- | ------------ | ---------------- | -------------- | ------ |
| Prema Powerteam             | 01     | Raffaele Marciello  | Dallara F312 | Mercedes         | Alle           | [ 1 ]  |
| Prema Powerteam             | 02     | Alex Lynn           | Dallara F312 | Mercedes         | Alle           | [ 2 ]  |
| Prema Powerteam             | 24     | Lucas Auer          | Dallara F312 | Mercedes         | Alle           | [ 3 ]  |
| Prema Powerteam             | 25     | Eddie Cheever III   | Dallara F312 | Mercedes         | Alle           | [ 4 ]  |
| Carlin                      | 03     | Harry Tincknell     | Dallara F312 | Volkswagen       | Alle           | [ 5 ]  |
| Carlin                      | 04     | Jordan King         | Dallara F312 | Volkswagen       | Alle           | [ 5 ]  |
| Carlin                      | 26     | Nicholas Latifi     | Dallara F312 | Volkswagen       | Alle           | [ 5 ]  |
| Carlin                      | 27     | Jann Mardenborough  | Dallara F312 | Volkswagen       | Alle           | [ 5 ]  |
| Carlin                      | 51     | Daniil Kwjat        | Dallara F312 | Volkswagen       | 3–9            | [ 6 ]  |
| Carlin                      | 51     | Nick Cassidy        | Dallara F312 | Volkswagen       | 10             | [ 7 ]  |
| kfzteile24 Mücke Motorsport | 05     | Pascal Wehrlein     | Dallara F312 | Mercedes         | 1              | [ 8 ]  |
| kfzteile24 Mücke Motorsport | 05     | Michael Lewis       | Dallara F312 | Mercedes         | 2–10           | [ 9 ]  |
| kfzteile24 Mücke Motorsport | 06     | Felix Rosenqvist    | Dallara F312 | Mercedes         | Alle           | [ 10 ] |
| kfzteile24 Mücke Motorsport | 28     | Mitchell Gilbert    | Dallara F312 | Mercedes         | Alle           | [ 11 ] |
| kfzteile24 Mücke Motorsport | 29     | Roy Nissany         | Dallara F312 | Mercedes         | Alle           | [ 12 ] |
| ma-con                      | 07     | Sven Müller         | Dallara F312 | Volkswagen       | 1–7            | [ 13 ] |
| ma-con                      | 07     | Stefano Coletti     | Dallara F312 | Volkswagen       | 10             | [ 14 ] |
| ma-con                      | 08     | André Rudersdorf    | Dallara F312 | Volkswagen       | Alle           | [ 15 ] |
| URD Rennsport               | 09     | Lucas Wolf          | Dallara F312 | Mercedes         | Alle           | [ 16 ] |
| Jo Zeller Racing            | 10     | Sandro Zeller       | Dallara F312 | Mercedes         | Alle           | [ 17 ] |
| Fortec Motorsports          | 11     | Felix Serralles     | Dallara F312 | Mercedes         | Alle           | [ 18 ] |
| Fortec Motorsports          | 12     | Luís Felipe Derani  | Dallara F312 | Mercedes         | Alle           | [ 18 ] |
| Fortec Motorsports          | 30     | Josh Hill           | Dallara F312 | Mercedes         | 1–5            | [ 18 ] |
| Fortec Motorsports          | 30     | John Bryant-Meisner | Dallara F312 | Mercedes         | 9–10           |        |
| Fortec Motorsports          | 31     | Dmitri Suranowitsch | Dallara F312 | Mercedes         | 1              | [ 18 ] |
| Fortec Motorsports          | 31     | Ed Jones            | Dallara F312 | Mercedes         | 3              | [ 19 ] |
| Fortec Motorsports          | 31     | William Buller      | Dallara F312 | Mercedes         | 5              | [ 20 ] |
| Fortec Motorsports          | 31     | Alfonso Celis jr.   | Dallara F312 | Mercedes         | 8              | [ 21 ] |
| ThreeBond with T-Sport      | 14     | William Buller      | Dallara F312 | Threebond Nissan | 1–4            | [ 22 ] |
| ThreeBond with T-Sport      | 14     | Alexander Sims      | Dallara F312 | Threebond Nissan | 6–9            |        |
| ThreeBond with T-Sport      | 14     | Kevin Korjus        | Dallara F312 | Threebond Nissan | 10             | [ 23 ] |
| ThreeBond with T-Sport      | 15     | Richard Goddard     | Dallara F312 | Threebond Nissan | Alle           | [ 24 ] |
| Double R Racing             | 16     | Tatiana Calderón    | Dallara F312 | Mercedes         | Alle           | [ 25 ] |
| Double R Racing             | 17     | Antonio Giovinazzi  | Dallara F312 | Mercedes         | Alle           | [ 25 ] |
| Double R Racing             | 32     | Sean Gelael         | Dallara F312 | Mercedes         | Alle           | [ 25 ] |
| Van Amersfoort Racing       | 18     | Dennis van de Laar  | Dallara F312 | Volkswagen       | Alle           | [ 26 ] |
| Van Amersfoort Racing       | 19     | Måns Grenhagen      | Dallara F312 | Volkswagen       | 1–5            | [ 27 ] |
| Van Amersfoort Racing       | 19     | Sven Müller         | Dallara F312 | Volkswagen       | 8–10           | [ 28 ] |
| EuroInternational           | 20     | Tom Blomqvist       | Dallara F312 | Mercedes         | Alle           | [ 29 ] |
| EuroInternational           | 52     | Nick Cassidy        | Dallara F312 | Mercedes         | 6              |        |
| Romeo Ferraris              | 22     | Gary Thompson       | Dallara F312 | Mercedes         | 1–2            | [ 30 ] |
| Romeo Ferraris              | 23     | Michela Cerruti     | Dallara F312 | Mercedes         | 1, 4, 6        | [ 31 ] |

Anmerkungen
1. 1 2 3  Dieser Pilot ist ein Gaststarter und in keiner Wertung punkteberechtigt.

### Änderungen bei den Fahrern
Die folgende Auflistung enthält alle Fahrer, die an der europäischen Formel-3-Meisterschaft 2012 teilgenommen haben und in der Saison 2013 nicht für dasselbe Team wie 2012 starten.
Fahrer, die ihr Team gewechselt haben:
- Tom Blomqvist: ma-con Motorsport → EuroInternational
- William Buller: Carlin → ThreeBond with T-Sport
- Michael Lewis: Prema Powerteam → kfzteile24 Mücke Motorsport
- Sven Müller: Prema Powerteam → ma-con

Fahrer, die in die europäische Formel-3-Meisterschaft einsteigen bzw. zurückkehren:
- Lucas Auer: Deutscher Formel-3-Cup (Van Amersfoort Racing) → Prema Powerteam
- John Bryant-Meisner: Deutscher Formel-3-Cup (Performance Racing) → Fortec Motorsports
- Tatiana Calderón: European F3 Open (de Villota Motorsport) → Double R Racing
- Alfonso Celis jr.: Formel BMW Talent Cup → Fortec Motorsports
- Michela Cerruti: Deutscher Formel-3-Cup (EuroInternational) → Romeo Ferraris
- Eddie Cheever III: Italienische Formel-3-Meisterschaft (Prema Powerteam) → Prema Powerteam
- Stefano Coletti: GP2-Serie (Rapax) → ma-con
- Luís Felipe Derani: Britische Formel-3-Meisterschaft (Fortec Motorsports) → Fortec Motorsports
- Sean Gelael: Formula Pilota China Series (Eurasia Motorsport) → Double R Racing
- Mitchell Gilbert: Deutscher Formel-3-Cup (Performance Racing) → kfzteile24 Mücke Motorsport
- Antonio Giovinazzi: Formula Pilota China Series (Eurasia Motorsport) → Double R Racing
- Richard Goddard: Britische Formel-3-Meisterschaft (ThreeBond with T-Sport) → ThreeBond with T-Sport
- Måns Grenhagen: European F3 Open (de Villota Motorsport) → Van Amersfoort Racing
- Josh Hill: Nordeuropäische Formel Renault (Fortec Motorsport) → Fortec Motorsports
- Jordan King: Formel Renault 2.0 Eurocup (Manor MP Motorsport) → Carlin
- Kevin Korjus: Formel Renault 3.5 (Lotus) → ThreeBond with T-Sport
- Dennis van de Laar: Deutscher Formel-3-Cup (Van Amersfoort Racing) → Van Amersfoort Racing
- Nicholas Latifi: Italienische Formel-3-Meisterschaft (JD Motorsport) → Carlin
- Alex Lynn: Britische Formel-3-Meisterschaft (Fortec Motorsport) → Prema Powerteam
- Jann Mardenborough: Britische GT-Meisterschaft (RJN Motorsport) → Carlin
- Roy Nissany: ADAC Formel Masters (Mücke Motorsport) → kfzteile24 Mücke Motorsport
- André Rudersdorf: Deutscher Formel-3-Cup (ma-con) → ma-con
- Felix Serralles: Britische Formel-3-Meisterschaft (Fortec Motorsport) → Fortec Motorsports
- Alexander Sims: European Le Mans Series (Status Grand Prix) → ThreeBond with T-Sport
- Dmitri Suranowitsch: GP3-Serie (Marussia Manor Racing) → Fortec Motorsports
- Gary Thompson: Japanische Formel-3-Meisterschaft (SGC by KCMG) → Romeo Ferraris
- Harry Tincknell: Britische Formel-3-Meisterschaft (Carlin) → Carlin
- Sandro Zeller: Formel-3-Euroserie (Jo Zeller Racing) → Jo Zeller Racing

Fahrer, die die europäische Formel-3-Meisterschaft verlassen haben:
- Emil Bernstorff: ma-con → Deutscher Formel-3-Cup (Lotus)
- Daniel Juncadella: Prema Powerteam → DTM (Mücke Motorsport)
- Andrea Roda: Jo Zeller Racing → Auto GP (Virtuosi Racing UK)
- Carlos Sainz jr.: Carlin → GP3-Serie (MW Arden)
- Luís Sá Silva: Angola Racing Team → GP3-Serie (Carlin)

Fahrer, die noch keinen Vertrag für ein Renncockpit 2013 besitzen:
- Philip Ellis

## Rennkalender
Bis auf die Veranstaltungen in Monza, Silverstone und Le Castellet fanden alle Rennen im Rahmenprogramm der DTM statt. Der Saisonauftakt in Monza wurde im Rahmen der Tourenwagen-Weltmeisterschaft (WTCC) ausgetragen, das Rennen in Silverstone fand im Rahmen der FIA-Langstrecken-Weltmeisterschaft (WEC) statt und das Rennen in Campagnano di Roma wurde im Rahmen der Superstars Series ausgetragen. Es fanden drei Rennen pro Veranstaltung statt.
| Nr. | Datum         | Rennstrecke                                   | Sieger             | Zweiter            | Dritter            | Pole-Position      | Schnellste Rennrunde |
| --- | ------------- | --------------------------------------------- | ------------------ | ------------------ | ------------------ | ------------------ | -------------------- |
| 01. | 23. März      | Autodromo Nazionale Monza (Monza)             | Raffaele Marciello | Lucas Auer         | Pascal Wehrlein    | Pascal Wehrlein    | Pascal Wehrlein      |
| 02. | 24. März      | Autodromo Nazionale Monza (Monza)             | Pascal Wehrlein    | Raffaele Marciello | Tom Blomqvist      | Pascal Wehrlein    | Pascal Wehrlein      |
| 03. | 24. März      | Autodromo Nazionale Monza (Monza)             | Raffaele Marciello | Pascal Wehrlein    | Alex Lynn          | Raffaele Marciello | Raffaele Marciello   |
| 04. | 13. April     | Silverstone Circuit (Silverstone)             | Harry Tincknell    | Alex Lynn          | Felix Rosenqvist   | Harry Tincknell    | Lucas Auer           |
| 05. | 13. April     | Silverstone Circuit (Silverstone)             | Felix Rosenqvist   | Raffaele Marciello | Lucas Auer         | Harry Tincknell    | Alex Lynn            |
| 06. | 14. April     | Silverstone Circuit (Silverstone)             | Raffaele Marciello | Felix Rosenqvist   | Alex Lynn          | Alex Lynn          | Felix Serralles      |
| 07. | 04. Mai       | Hockenheimring Baden-Württemberg (Hockenheim) | Raffaele Marciello | Felix Serralles    | Tom Blomqvist      | Raffaele Marciello | Raffaele Marciello   |
| 08. | 04. Mai       | Hockenheimring Baden-Württemberg (Hockenheim) | Raffaele Marciello | Josh Hill          | Tom Blomqvist      | Raffaele Marciello | Raffaele Marciello   |
| 09. | 05. Mai       | Hockenheimring Baden-Württemberg (Hockenheim) | Felix Rosenqvist   | Felix Serralles    | Raffaele Marciello | Daniil Kwjat       | Jordan King          |
| 10. | 18. Mai       | Brands Hatch (Fawkham)                        | Alex Lynn          | Raffaele Marciello | Lucas Auer         | Alex Lynn          | Alex Lynn            |
| 11. | 18. Mai       | Brands Hatch (Fawkham)                        | Raffaele Marciello | Alex Lynn          | Lucas Auer         | Alex Lynn          | Raffaele Marciello   |
| 12. | 19. Mai       | Brands Hatch (Fawkham)                        | Lucas Auer         | Harry Tincknell    | Felix Rosenqvist   | Alex Lynn          | Raffaele Marciello   |
| 13. | 01. Juni      | Red Bull Ring (Spielberg)                     | Felix Rosenqvist   | Jordan King        | Raffaele Marciello | Daniil Kwjat       | Felix Rosenqvist     |
| 14. | 01. Juni      | Red Bull Ring (Spielberg)                     | Felix Rosenqvist   | Lucas Wolf         | Lucas Auer         | Daniil Kwjat       | Felix Rosenqvist     |
| 15. | 02. Juni      | Red Bull Ring (Spielberg)                     | Felix Rosenqvist   | Lucas Auer         | Harry Tincknell    | Daniil Kwjat       | Felix Rosenqvist     |
| 16. | 13. Juli      | Norisring (Nürnberg)                          | Raffaele Marciello | Felix Rosenqvist   | Alex Lynn          | Felix Rosenqvist   | Lucas Auer           |
| 17. | 13. Juli      | Norisring (Nürnberg)                          | Alex Lynn          | Felix Rosenqvist   | Raffaele Marciello | Raffaele Marciello | Raffaele Marciello   |
| 18. | 14. Juli      | Norisring (Nürnberg)                          | Felix Rosenqvist   | Raffaele Marciello | Alex Lynn          | Raffaele Marciello | Felix Rosenqvist     |
| 19. | 17. August    | Nürburgring (Nürburg)                         | Raffaele Marciello | Alexander Sims     | Felix Rosenqvist   | Raffaele Marciello | Raffaele Marciello   |
| 20. | 17. August    | Nürburgring (Nürburg)                         | Raffaele Marciello | Luís Felipe Derani | Alexander Sims     | Raffaele Marciello | Felix Rosenqvist     |
| 21. | 18. August    | Nürburgring (Nürburg)                         | Raffaele Marciello | Lucas Auer         | Luís Felipe Derani | Raffaele Marciello | Raffaele Marciello   |
| 22. | 28. September | Circuit Park Zandvoort (Zandvoort)            | Felix Rosenqvist   | Alex Lynn          | Jordan King        | Daniil Kwjat       | Daniil Kwjat         |
| 23. | 28. September | Circuit Park Zandvoort (Zandvoort)            | Felix Rosenqvist   | Alex Lynn          | Jordan King        | Felix Rosenqvist   | Felix Rosenqvist     |
| 24. | 29. September | Circuit Park Zandvoort (Zandvoort)            | Felix Rosenqvist   | Jordan King        | Alex Lynn          | Felix Rosenqvist   | Felix Rosenqvist     |
| 25. | 12. Oktober   | Autodromo Vallelunga (Campagnano di Roma)     | Raffaele Marciello | Alexander Sims     | Alex Lynn          | Raffaele Marciello | Alex Lynn            |
| 26. | 13. Oktober   | Autodromo Vallelunga (Campagnano di Roma)     | Alex Lynn          | Alexander Sims     | Eddie Cheever III  | Alex Lynn          | Alex Lynn            |
| 27. | 13. Oktober   | Autodromo Vallelunga (Campagnano di Roma)     | Raffaele Marciello | Luís Felipe Derani | Alexander Sims     | Raffaele Marciello | Alexander Sims       |
| 28. | 19. Oktober   | Hockenheimring Baden-Württemberg (Hockenheim) | Felix Rosenqvist   | Raffaele Marciello | Sven Müller        | Raffaele Marciello | Felix Rosenqvist     |
| 29. | 19. Oktober   | Hockenheimring Baden-Württemberg (Hockenheim) | Felix Rosenqvist   | Alex Lynn          | Lucas Auer         | Felix Rosenqvist   | Felix Rosenqvist     |
| 30. | 20. Oktober   | Hockenheimring Baden-Württemberg (Hockenheim) | Raffaele Marciello | Felix Rosenqvist   | Lucas Auer         | Raffaele Marciello | Felix Rosenqvist     |

Anmerkungen
1. ↑  Daniil Kwjat kam auf dem dritten Platz ins Ziel. Da er jedoch als Gaststarter antrat, wurde Raffaele Marciello als Dritter gewertet.
2. 1 2  Daniil Kwjat kam auf dem zweiten Platz ins Ziel. Da er jedoch als Gaststarter antrat, wurde Jordan King als Zweiter und Raffaele Marciello als Dritter gewertet.
3. 1 2  Daniil Kwjat kam auf dem zweiten Platz ins Ziel. Da er jedoch als Gaststarter antrat, wurde Lucas Wolf als Zweiter und Lucas Auer als Dritter gewertet.
4. 1 2  Daniil Kwjat kam auf dem zweiten Platz ins Ziel. Da er jedoch als Gaststarter antrat, wurde Lucas Auer als Zweiter und Harry Tincknell als Dritter gewertet.
5. 1 2 3  Daniil Kwjat kam auf dem ersten Platz ins Ziel. Da er jedoch als Gaststarter antrat, wurde Felix Rosenqvist als Sieger, Alex Lynn als Zweiter und Jordan King als Dritter gewertet.
6. ↑  Daniil Kwjat kam auf dem dritten Platz ins Ziel. Da er jedoch als Gaststarter antrat, wurde Jordan King als Dritter gewertet.
7. ↑  Daniil Kwjat kam auf dem dritten Platz ins Ziel. Da er jedoch als Gaststarter antrat, wurde Eddie Cheever III als Dritter gewertet.

## Wertungen

### Punktesystem
Bei jedem Rennen bekommen die ersten zehn des Rennens 25, 18, 15, 12, 10, 8, 6, 4, 2 bzw. 1 Punkt(e).

### Fahrerwertung
| 01                                            | R. Marciello      | 1   | 2   | 1   | 6   | 2   | 1   | 1   | 1   | 4   | 2   | 1   | DSQ | 4   | 13  | 6   | 1   | 3   | 2   | 1   | 1   | 1   | 5   | 16  | DNF | 1   | DNF | 1   | 2   | 4   | 1   | 489,5  |
| 02                                            | F. Rosenqvist     | DNF | 4   | 11  | 3   | 1   | 2   | 8   | 10  | 1   | 4   | 5   | 3   | 1   | 1   | 1   | 2   | 2   | 1   | 3   | 9   | 5   | 2   | 1   | 1   | 10  | 9   | 6   | 1   | 1   | 2   | 457,0  |
| 03                                            | A. Lynn           | 8   | 6   | 3   | 2   | 6   | 3   | 15  | 7   | 6   | 1   | 2   | DNF | 7   | 12  | 8   | 3   | 1   | 3   | 14  | 7   | 6   | 3   | 2   | 3   | 3   | 1   | 4   | 4   | 2   | 8   | 339,5  |
| 04                                            | L. Auer           | 2   | DNF | 4   | 4   | 3   | 7   | 7   | 4   | 12  | 3   | 3   | 1   | 10  | 4   | 3   | 13  | 13  | 6   | 5   | 5   | 2   | 7   | 12  | 7   | 7   | 5   | DNF | 26  | 3   | 3   | 277,0  |
| 05                                            | H. Tincknell      | 5   | 5   | 6   | 1   | 4   | 9   | 5   | 13  | 25  | 5   | 7   | 2   | 12  | 7   | 4   | 6   | 8   | 8   | 11  | 10  | 4   | 6   | 6   | 6   | 11  | 18  | 8   | 5   | 5   | 5   | 227,0  |
| 06                                            | J. King           | 7   | DNF | 9   | 11  | DNF | 6   | 11  | 9   | 5   | 7   | 13  | 11  | 3   | 6   | 5   | 17  | 9   | 9   | 4   | 4   | DNF | 4   | 4   | 2   | 13  | DNF | 5   | 6   | 8   | 9   | 176,0  |
| 07                                            | T. Blomqvist      | 13  | 3   | 10  | 10  | 5   | 14  | 3   | 3   | 8   | 6   | 6   | 5   | 17  | 8   | DNF | 5   | 7   | 4   | 13  | 12  | 22  | 9   | 8   | 8   | 12  | 12  | 14  | 10  | 12  | 4   | 151,5  |
| 08                                            | L. Derani         | 11  | 19  | 5   | 9   | 8   | DNF | 14  | 14  | 10  | 14  | 18  | 17  | 18  | 11  | 9   | 15  | 5   | 7   | 6   | 2   | 3   | 19  | 5   | 5   | 6   | 6   | 2   | 7   | 11  | DNF | 143,0  |
| 09                                            | S. Müller         | 12  | 9   | 15  | 12  | DNF | DNF | 4   | 8   | 7   | DNF | 4   | 4   | 6   | DNF | DNF | DNF | 17  | 10  | 10  | 6   | DNF | 10  | 7   | 22  | 8   | 8   | DNF | 3   | 6   | 7   | 122,0  |
| 10                                            | A. Sims           |     |     |     |     |     |     |     |     |     |     |     |     |     |     |     | 14  | 4   | 5   | 2   | 3   | DNF | DNF | 10  | 9   | 2   | 2   | 3   |     |     |     | 112,0  |
| 11                                            | F. Serralles      | 6   | 7   | 16  | 8   | DNF | 4   | 2   | 5   | 2   | 16  | 15  | 16  | DNF | 22  | 13  | 4   | 6   | DNF | 8   | 8   | 12  | DNF | DNF | 15  | DNF | DNF | DNF | 11  | DNF | DNF | 104,0  |
| 12                                            | J. Hill           | 23  | 8   | 12  | DNF | 7   | DNF | 6   | 2   | 13  | 8   | 8   | 13  | DNF | 5   | 12  |     |     |     |     |     |     |     |     |     |     |     |     |     |     |     | 56,0   |
| 13                                            | E. Cheever        | 10  | 13  | 8   | 20  | 10  | DNF | DNF | 19  | 9   | 17  | 11  | DNF | 8   | 9   | DNF | 11  | 16  | 14  | 16  | 15  | 9   | 13  | DNF | 17  | 5   | 4   | DNF | 9   | 10  | 17  | 50,0   |
| 14                                            | P. Wehrlein       | 3   | 1   | 2   |     |     |     |     |     |     |     |     |     |     |     |     |     |     |     |     |     |     |     |     |     |     |     |     |     |     |     | 49,0   |
| 15                                            | N. Latifi         | 16  | 15  | DNF | 5   | DNF | 10  | 23  | 22  | 15  | DNF | 27  | 7   | 5   | DNF | 7   | DNF | 19  | DNF | 19  | 17  | 21  | 8   | 11  | DNF | 17  | 11  | DNF | 12  | 13  | DNF | 45,0   |
| 16                                            | W. Buller         | 4   | DNF | 7   | 7   | 9   | 5   | 9   | 11  | 17  | 9   | 9   | 12  | 14  | 16  | 14  |     |     |     |     |     |     |     |     |     |     |     |     |     |     |     | 39,0   |
| 17                                            | A. Giovinazzi     | 22  | 12  | 13  | 14  | DNF | 11  | 12  | DNF | 24  | 11  | 16  | 9   | 15  | 23  | DNF | DNF | 23  | DNF | 18  | 16  | 10  | 14  | DNF | 11  | 9   | 7   | 13  | 17  | 7   | 6   | 31,0   |
| 18                                            | L. Wolf           | DNF | 18  | DNF | 19  | 13  | 17  | 18  | 18  | 11  | 12  | 14  | 6   | 16  | 3   | 11  | DNF | 14  | 19  | DNF | DNF | 14  | DNS | DSQ | 19  | 19  | DNF | DNF | 19  | 16  | DNF | 28,0   |
| 19                                            | M. Lewis          |     |     |     | 13  | 11  | DNF | 22  | 21  | 16  | DNS | DNS | DNS | 9   | 10  | 15  | 10  | 10  | DNF | 7   | 11  | 7   | DNF | 13  | 13  | 16  | 15  | 10  | 15  | 19  | 10  | 23,0   |
| 20                                            | D. van de Laar    | 9   | 10  | DNF | 18  | 12  | DNF | 13  | 6   | 14  | DNF | 17  | DNF | 23  | 25  | DNF | DNF | 18  | 13  | 23  | 19  | 15  | 11  | 15  | 23  | 14  | 16  | 9   | 8   | 9   | 12  | 22,0   |
| 21                                            | J. Mardenborough  | DNF | 11  | 14  | 17  | DNF | 8   | 16  | DNF | 22  | 13  | 10  | DNF | 13  | 21  | DNF | 7   | 27  | 12  | 15  | DNF | 11  | 16  | 23* | 14  | 18  | DNF | 11  | 16  | 18  | 11  | 12,0   |
| 22                                            | R. Nissany        | DNF | 17  | DNF | 22  | 18  | DNF | 24  | 16  | DNF | 18  | 23  | 8   | 11  | 15  | 10  | 8   | 15  | DNF | 17  | DNF | 18  | 15  | 14  | 12  | 22  | 13  | 17  | 18  | 15  | 15  | 11,0   |
| 23                                            | M. Gilbert        | DNF | DNF | 23* | 16  | 14  | DNF | 17  | 15  | 18  | 20  | 19  | DNF | 25  | 14  | DNF | DNF | 22  | 17  | 12  | 14  | 8   | 12  | 9   | 10  | 24  | 14  | 12  | 14  | 17  | DNF | 10,0   |
| 24                                            | A. Rudersdorf     | 20  | 14  | 24* | 21  | 17  | 16  | 25  | 20  | DNF | 21  | 20  | 10  | 20  | DSQ | 18  | 9   | 20  | 18  | 25  | 22  | 17  | 22  | 21  | 18  | 21  | 19  | 19  | 20  | DNF | 19  | 3,0    |
| 25                                            | J. Bryant-Meisner |     |     |     |     |     |     |     |     |     |     |     |     |     |     |     |     |     |     |     |     |     |     |     |     | 15  | 10  | 16  | 13  | 14  | DNF | 2,0    |
| –                                             | S. Zeller         | 18  | 21  | NC  | NC  | 20  | DNF | DNF | 25  | 21  | 19  | 24  | 15  | 19  | 19  | 19  | 12  | 25  | DNF | 24  | 23  | 20  | 20  | 19  | 21  | 23  | 22  | 18  | 23  | 23  | 18  | 0,0    |
| –                                             | M. Grenhagen      | DNF | DNF | DNS | 15  | 21* | 12  | 19  | 17  | 19  | 24  | DNS | DNF | DNF | 24  | DNF |     |     |     |     |     |     |     |     |     |     |     |     |     |     |     | 0,0    |
| –                                             | S. Gelael         | 14  | 16  | 18  | 25  | 16  | 18* | 21  | 27  | DNF | 23  | 22  | DNF | 22  | 17  | 20* | DNF | 21  | 15  | 20  | 18  | 13  | 17  | 20  | 20  | DNF | 21  | DNF | 25  | 24  | 13  | 0,0    |
| –                                             | G. Thompson       | 24  | 20  | 17  | 26  | DNF | 13  |     |     |     |     |     |     |     |     |     |     |     |     |     |     |     |     |     |     |     |     |     |     |     |     | 0,0    |
| –                                             | R. Goddard        | 15  | 24  | 20  | 24  | 15  | DNF | 27  | 24  | DNF | 15  | 21  | 18  | 24  | 18  | 16  | 19  | 24  | 16  | 21  | 21  | DNF | 18  | 18  | 16  | 25  | 17  | 15  | 22  | 20  | 20  | 0,0    |
| –                                             | K. Korjus         |     |     |     |     |     |     |     |     |     |     |     |     |     |     |     |     |     |     |     |     |     |     |     |     |     |     |     | DNF | DNF | 14  | 0,0    |
| –                                             | T. Calderón       | 19  | 23  | 22  | 23  | 19  | 15  | 26  | 26  | 23  | 22  | 25  | 20  | 21  | 20  | 17  | DNF | 26  | DNS | 22  | 20  | 19  | 21  | 22  | 24  | 20  | 20  | 20  | 21  | 22  | DNF | 0,0    |
| –                                             | A. Celis          |     |     |     |     |     |     |     |     |     |     |     |     |     |     |     |     |     |     |     |     |     | DNF | 17  | DNF |     |     |     |     |     |     | 0,0    |
| –                                             | M. Cerruti        | 21  | DNF | 21  |     |     |     |     |     |     | 25  | 26  | 19  |     |     |     | 18  | 28  | 20  |     |     |     |     |     |     |     |     |     |     |     |     | 0,0    |
| –                                             | D. Suranowitsch   | 17  | 22  | 19  | INJ | INJ | INJ | INJ | INJ | INJ | INJ | INJ | INJ | INJ | INJ | INJ | INJ | INJ | INJ | INJ | INJ | INJ | INJ | INJ | INJ | INJ | INJ | INJ | INJ | INJ | INJ | 0,0    |
| –                                             | S. Coletti        |     |     |     |     |     |     |     |     |     |     |     |     |     |     |     |     |     |     |     |     |     |     |     |     |     |     |     | DNF | 25  | DNS | 0,0    |
| Gaststarter, die nicht punkteberechtigt waren |                   |     |     |     |     |     |     |     |     |     |     |     |     |     |     |     |     |     |     |     |     |     |     |     |     |     |     |     |     |     |     |        |
| –                                             | D. Kwjat          |     |     |     |     |     |     | 10  | 12  | 3   | 10  | 12  | 14  | 2   | 2   | 2   | DNF | 12  | DNF | 9   | 13  | 16  | 1   | 3   | 4   | 4   | 3   | 7   |     |     |     | –      |
| –                                             | N. Cassidy        |     |     |     |     |     |     |     |     |     |     |     |     |     |     |     | 16  | 11  | 11  |     |     |     |     |     |     |     |     |     | 24  | 21  | 16  | –      |
| –                                             | E. Jones          |     |     |     |     |     |     | 20  | 23  | 20  |     |     |     |     |     |     |     |     |     |     |     |     |     |     |     |     |     |     |     |     |     | –      |
| Pos.                                          | Fahrer            | MON | MON | MON | SIL | SIL | SIL | HO1 | HO1 | HO1 | BRH | BRH | BRH | SPI | SPI | SPI | NOR | NOR | NOR | NÜR | NÜR | NÜR | ZAN | ZAN | ZAN | VAL | VAL | VAL | HO2 | HO2 | HO2 | Punkte |

| Farbe                        | Bedeutung                               | Bedeutung |
| ---------------------------- | --------------------------------------- | --- |
| Gold                         | Sieger                                  | Sieger |
| Silber                       | 2. Platz                                | 2. Platz |
| Bronze                       | 3. Platz                                | 3. Platz |
| Grün                         | Platzierung in den Punkten              | Platzierung in den Punkten |
| Blau                         | Klassifiziert außerhalb der Punkteränge | Klassifiziert außerhalb der Punkteränge                                                                                         |
| Violett                      | Rennen nicht beendet (DNF)              | Rennen nicht beendet (DNF) |
| Violett                      | nicht klassifiziert (NC)                | |
| Rot                          | nicht qualifiziert (DNQ)                | nicht qualifiziert (DNQ) |
| Schwarz                      | disqualifiziert (DSQ)                   | disqualifiziert (DSQ) |
| Weiß                         | nicht am Start (DNS)                    | nicht am Start (DNS) |
| Weiß                         | zurückgezogen (WD)                      | |
| Weiß                         | Rennen abgesagt (C)                     | |
| Blanko                       | nicht teilgenommen                      | nicht teilgenommen |
| Blanko                       | verletzt oder krank (INJ)               | |
| Blanko                       | ausgeschlossen (EX)                     | |
| sonstige Formate und Zeichen | P/fett                                  | Pole-Position |
| sonstige Formate und Zeichen | kursiv                                  | Schnellste Rennrunde (in der GP2-Serie/FIA-Formel-2-Meisterschaft ab 2008 für die schnellste Rennrunde der besten zehn Piloten) |
| sonstige Formate und Zeichen | *                                       | nicht im Ziel, aufgrund der zurückgelegten Distanz aber gewertet                                                                |
| sonstige Formate und Zeichen | unterstrichen                           | Führender in der Gesamtwertung                                                                                                  |

| Weitere Notation |                      |
| Fett             | Pole-Position        |
| Kursiv           | Schnellste Rennrunde |

| Farbe                        | Bedeutung                               | Bedeutung |
| ---------------------------- | --------------------------------------- | --- |
| Gold                         | Sieger                                  | Sieger |
| Silber                       | 2. Platz                                | 2. Platz |
| Bronze                       | 3. Platz                                | 3. Platz |
| Grün                         | Platzierung in den Punkten              | Platzierung in den Punkten |
| Blau                         | Klassifiziert außerhalb der Punkteränge | Klassifiziert außerhalb der Punkteränge                                                                                         |
| Violett                      | Rennen nicht beendet (DNF)              | Rennen nicht beendet (DNF) |
| Violett                      | nicht klassifiziert (NC)                | |
| Rot                          | nicht qualifiziert (DNQ)                | nicht qualifiziert (DNQ) |
| Schwarz                      | disqualifiziert (DSQ)                   | disqualifiziert (DSQ) |
| Weiß                         | nicht am Start (DNS)                    | nicht am Start (DNS) |
| Weiß                         | zurückgezogen (WD)                      | |
| Weiß                         | Rennen abgesagt (C)                     | |
| Blanko                       | nicht teilgenommen                      | nicht teilgenommen |
| Blanko                       | verletzt oder krank (INJ)               | |
| Blanko                       | ausgeschlossen (EX)                     | |
| sonstige Formate und Zeichen | P/fett                                  | Pole-Position |
| sonstige Formate und Zeichen | kursiv                                  | Schnellste Rennrunde (in der GP2-Serie/FIA-Formel-2-Meisterschaft ab 2008 für die schnellste Rennrunde der besten zehn Piloten) |
| sonstige Formate und Zeichen | *                                       | nicht im Ziel, aufgrund der zurückgelegten Distanz aber gewertet                                                                |
| sonstige Formate und Zeichen | unterstrichen                           | Führender in der Gesamtwertung                                                                                                  |

| Weitere Notation |                      |
| Fett             | Pole-Position        |
| Kursiv           | Schnellste Rennrunde |

- Beim dritten Rennen in Monza wurde weniger als 75 % der geplanten Renndistanz absolviert. Daher wurden halbe Punkte vergeben.